# Сегодня, мама! (игра)
«Сегодня, мама!» — компьютерная игра в жанре Point-and-click-квеста, разработанная украинской компанией SkyMill по мотивам одноименной повести Юлия Буркина и Сергея Лукьяненко и фильма Азирис Нуна. Выпущена компанией Новый Диск в 2008 году. Игра получила смешанные отзывы критиков.

## Игровой процесс
«Сегодня, мама!» является приключенческой игрой, основанной на одноименной повести Юлия Буркина и Сергея Лукьяненко, а также на её экранизации «Азирис Нуна» 2006 года; из книги взят общий сюжет, а из экранизации — внешность персонажей, декорации и некоторые диалоги. Игра рассчитана на детей и подростков.
Игрок может переключаться между двумя главными героями, однако никакого влияния на игровой процесс это не оказывает. Протагонисты перемещаются между локациями, собирают предметы и используют их, чтобы пройти дальше: так, чтобы обойти сигнализацию в музее, игрок должен несколько раз применить бумеранг на детекторе, после чего уставший сторож её отключит. Периодически для продвижения по сюжету необходимо решить головоломку или целую серию задач, например, собрать картинку из пазлов.
В качестве катсцен используются мультипликационные ролики, выполненные в стиле детских рисунков.

## Сюжет
Сюжет разворачивается вокруг двух школьников, братьев Кости и Стаса. Родители братьев работают археологами, а потому дети прекрасно разбираются в истории и знают древнеегипетский язык. Однажды братья подслушивают разговор отца, рассказывающего о нахождении древнего космического корабля в одном из экспонатов музея. Костя и Стас решают сбежать из квартиры, пробраться в музей и воспользоваться им, в результате чего попадают на космическую станцию в далёком будущем.

## Разработка
«Сегодня, мама!» стал дебютным проектом киевской студии SkyMill. По утверждению разработчиков, сценарий игры был утверждён Сергеем Лукьяненко.

## Критика
Игра получила посредственные отзывы критиков; средний балл игры на агрегаторе рецензий «Критиканство» составляет 50 из 100. Алексей Петров в рецензии для журнала «Лучшие компьютерные игры» оценил игру в 75 %, положительно оценив сюжет и графику, но отметив, что диалогам не хватает редактуры. Александр Чепелев из Gameplay оценил игру в 3 из 5, заявив, что она «принадлежит к редкой разновидности: „русский квест, в который можно играть“». Сергей Звездов из «Игромании» оценил игру в 5,5 балла из 10, заявив, что головоломки «на унылом фоне большинства отечественных квестов» выделяются, однако с чувством вкуса, режиссурой и темпом повествования в игре проблемы. Мария Народицкая из StopGame.ru, назвала игру «сделанной на коленке, со всеми специфичными недостатками малобюджетных проектов, выполненных впопыхах»; она раскритиковала скучный игровой процесс, слабую графику и анимации, отметив в качестве одного из немногих достоинств наличие юмора и заявив, что играть интересно будет только детям. Игорь «aFex» Артёмов из Absolute Games посоветовал не играть в игру ни детям, ни взрослым.